# Джей-Джей Йогансон
Джей-Джей Йогансон (сценічні імена та прізвище Jay-Jay Johanson; нар. 11 жовтня 1969) — шведський співак та автор пісень.

## Дискографія

### Студійні альбоми
- 1996 — «Whiskey»
- 1998 — «Tattoo»
- 2000 — «Poison»
- 2002 — «Antenna»
- 2005 — «Rush»
- 2006 — «The Long Term Physical Effects Are Not Yet Known»
- 2008 — «Self-Portrait»
- 2011 — «Spellbound»
- 2013 — «Cockroach»
- 2015 — «Opium»
- 2017 — «Bury The Hatchet»
- 2019 — «Kings Cross»
- 2021 — «Rorschach Test»
- 2023 — «Fetish»

### Компіляції
- 2004 — «Prologue: Best of the Early Years 1996—2002»
- 2009 — «3 Original Album Classics»
- 2013 — «Best Of 1996—2013»

### Саундтреки
- 2000 — «La Confusion des Genres»
- 2008 — «La Troisième Partie du Monde»